# جيمس هارلي
جيمس هارلي هو ملحن كندي، ولد في 1959.